# So Joo-yeon
So Joo-yeon (tiếng Hàn: 소주연; sinh ngày 31 tháng 12 năm 1993) là một người mẫu kiêm diễn viên người Hàn Quốc. Cô đóng vai Yoon Ah-reum trong bộ phim truyền hình Người thầy y đức 2 (2020).

## Tiểu sử
So Joo-yeon sinh ngày 31 tháng 12 năm 1993 tại Singil-dong, Seoul, Hàn Quốc. Cô tốt nghiệp trung học tại trường trung học nữ sinh và tốt nghiệp đại học khoa tiếng Nhật tại một trường đại học ở Seoul, cô đã làm việc tại bệnh viện địa phương khoảng hai năm trước khi trở thành người mẫu và diễn viên.

## Phim đã tham gia

### Phim điện ảnh
| Năm  | Tên phim                        | Tên tiếng Hàn | Vai diễn |
| ---- | ------------------------------- | ------------- | -------- |
| 2017 |                                 | 이름          |          |
| 2018 | Lời thì thầm (The Whispering)   | 속닥속닥      | Eun-ha   |
| 2019 |                                 | 잔칫날        |          |
| 2020 | The Therapist: Fist of Tae-baek | 태백권        |          |

### Phim truyền hình
| Năm                                    | Tên phim                                                    | Tên tiếng Hàn       | Vai diễn     |
| -------------------------------------- | ----------------------------------------------------------- | ------------------- | ------------ |
| 2018                                   | Not Alright, But It's Alright                               | 하찮아도 괜찮아     | Kim Ji An    |
| 2018                                   | Lý do hạnh phúc (My Healing Love                            | 내 사랑 치유기      | Yang Eun Joo |
| 2019                                   | Lý do hạnh phúc (My Healing Love                            | 내 사랑 치유기      | Yang Eun Joo |
| Tôi ghét đi làm (I Hate Going to Work) | 회사 가기 싫어                                              | Lee Yoo Jin         |              |
| Wild Guys                              | 오지는 녀석들                                               | Lee Jin Joo         |              |
| 2020                                   | Người thầy y đức 2 (Dr. Romantic 2)                         | 낭만닥터 김사부 2   | Yoon Ah-reum |
| 2020                                   | Gửi thời thanh xuân ngây thơ tươi đẹp (A Love So Beautiful) | 아름다웠던 우리에게 | Shin Sol Yi  |

## Hoạt động khác

### Quảng cáo (CF)
| Năm  | Tên công ty / tổ chức | Tên sản phẩm             | Loại                     |
| ---- | --------------------- | ------------------------ | ------------------------ |
| 2017 | 투쿨포스쿨            | 매스틱인핸서             | Mỹ phẩm                  |
| 2017 | 동아제약              | 가그린                   | Dược phẩm                |
| 2017 | (주)포컴퍼니          | 아비브 코스메틱          | Mỹ phẩm                  |
| 2017 | LG 유플러스           | 반려동물 IoT앳홈         | IT                       |
| 2017 | 아웃백스테이크하우스  | 아웃백 토마호크 스테이크 | Đồ ăn                    |
| 2018 | 올리브영              | 브링그린                 | 마켓                     |
| 2018 | SK텔레콤              | 0플랜                    | Công ty truyền thông tin |
| 2018 | 산토리                | 호로요이                 | Đồ uống                  |
| 2019 | 농심그룹              | 농심 튀김우동            | Đồ ăn                    |
| 2019 | 고용노동부            | 청년내일채움공제         | Quảng cáo công ích       |
| 2019 | 산토리                | 호로요이                 | Đồ uống                  |

### MV
| �Năm | Tên tiếng Hàn          | Ca sĩ                                  |
| ---- | ---------------------- | -------------------------------------- |
| 2017 | 두려워질만큼           | Sugarbowl                              |
| 2017 | 연애상담               | Rooftop Moonlight                      |
| 2017 | 인턴                   | Rooftop Moonlight                      |
| 2017 | 티가나                 | Yoo Seung Woo, Younha                  |
| 2017 | star                   | Boyfriend                              |
| 2017 | SMILE                  | John Park                              |
| 2019 | 청춘                   | HJ Lim                                 |
| 2019 | 2019 월간 윤종신 8월호 | Kim Feel, Cheon Dan-bi, Yoon Jong Shin |
| 2019 | 2019 월간 윤종신 9월호 | Ha Dong Qn, Yoon Jong Shin             |
| 2019 | Lemon                  | ADOY                                   |

## Giải thưởng
| Năm  | Giải thưởng                    | Thể loại                                              |
| ---- | ------------------------------ | ----------------------------------------------------- |
| 2017 | Musinsa Awards                 | Hạng nhất trong hạng mục Người mẫu nữ xuất sắc nhất   |
| 2018 | 케이모델 어워즈&아시아 미 어워 | Giải thưởng Người mẫu CF ở hạng mục Người mẫu của năm |